# メトロキャメル

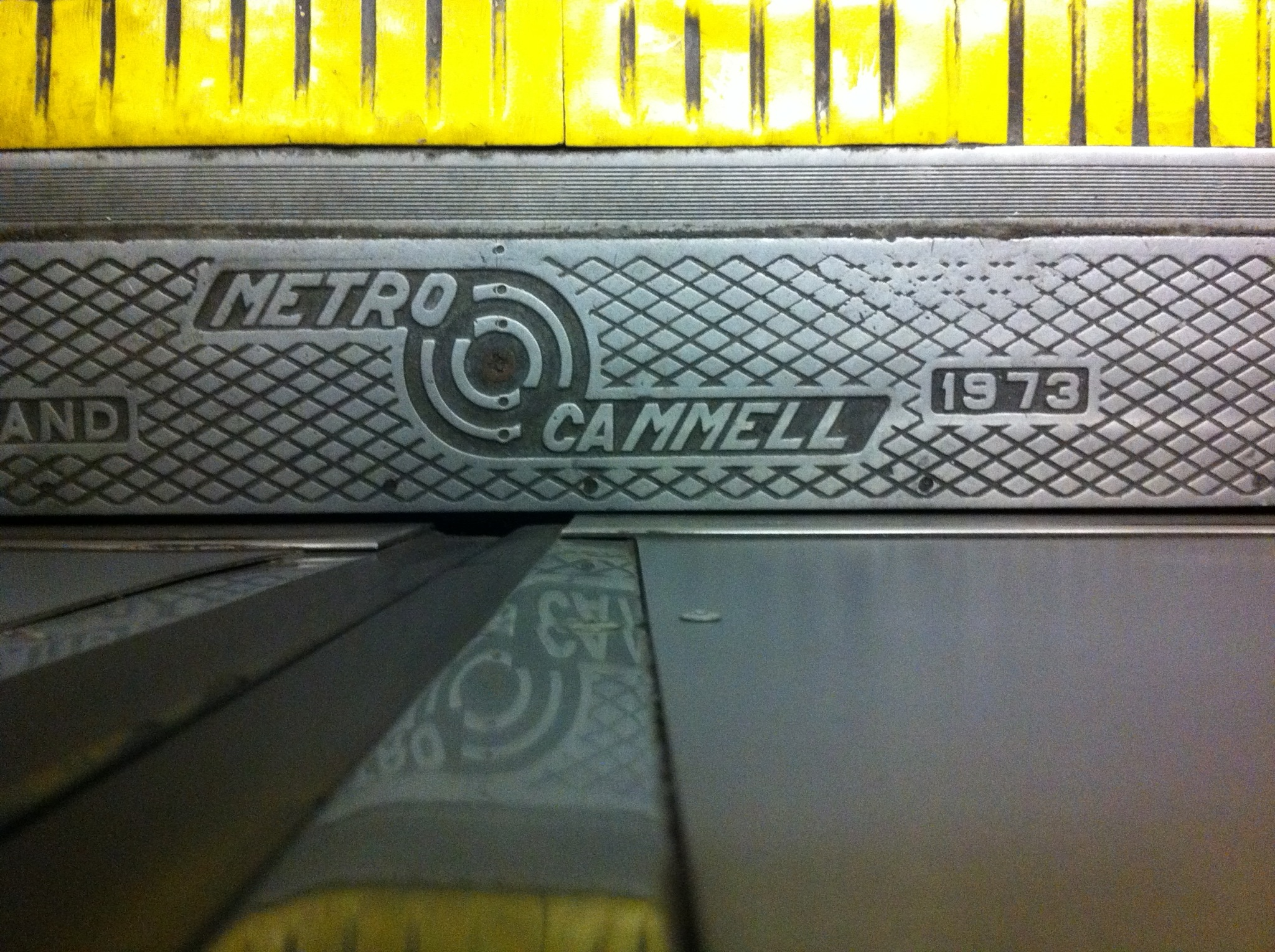
メトロキャメルの製造銘板
ロンドン地下鉄1973形電車のもの

メトロポリタン=キャメル客貨車会社 （英語: Metropolitan Cammell Carriage and Wagon Company）はかつてイギリス、バーミンガムにあった鉄道車両の製造会社である。当初サルトレイに、後にウォッシュウッド=ヒースに本社が置かれた。
メトロキャメルはイギリス国内および 香港MTR、九広鉄路（2007年から東鉄線）、英仏海峡トンネルなどの車両、マレーシア のマレー鉄道、南アフリカ横断貨物鉄道、マラウイ鉄道、ナイジェリア向、パキスタン向、ザンベジ鉄道向機関車、ジャマイカ国鉄、メキシコ国鉄向けディーゼルカーなどを生産した。20世紀のロンドン地下鉄用電車の過半を製造したことは特筆される。メトロキャメルはイギリス国鉄のブループルマンも設計・製造している。

## 歴史

### メトロポリタン鉄道車両会社

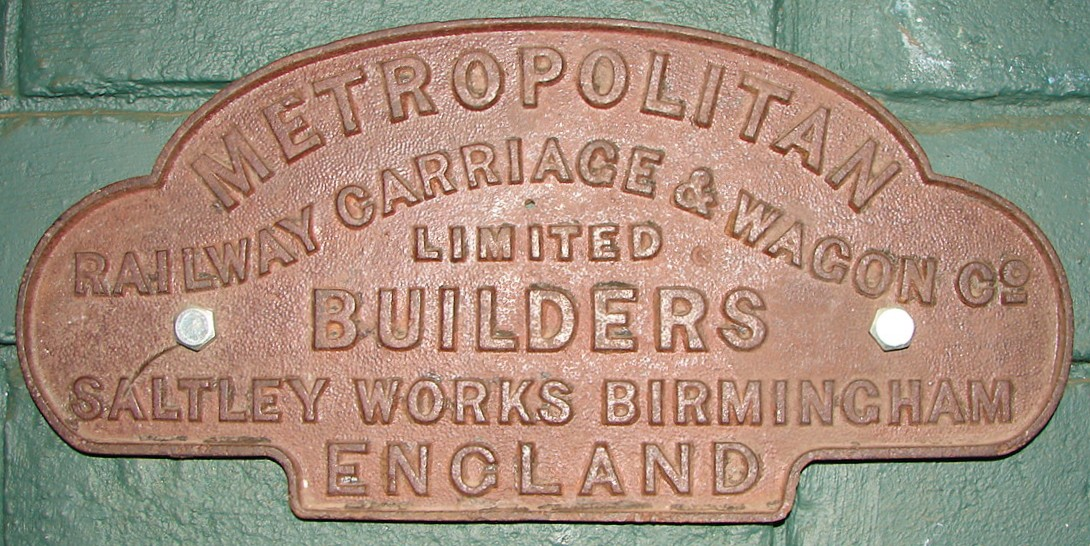
製造銘板

メトロキャメルはロンドンに拠点を置くメトロポリタン鉄道車両会社（英語: Metropolitan Railway Carriage and Wagon Company Ltd）として、1837年にロンドン・サウサンプトン鉄道向、1838年にロンドン・バーミンガム鉄道向客車を製造していたジョセフ・ライト&サンズを引き継ぐ形で1863年に設立された。1845年にジョセフ・ライトはバーミンガム郊外のバーミンガム・ダービー鉄道の路線に隣接するサルトレイに6エーカー (24,000 m2)の土地を取得し、客車の製造工場をロンドンからバーミンガムに移転させている。

### メトロポリタン合同客貨車会社

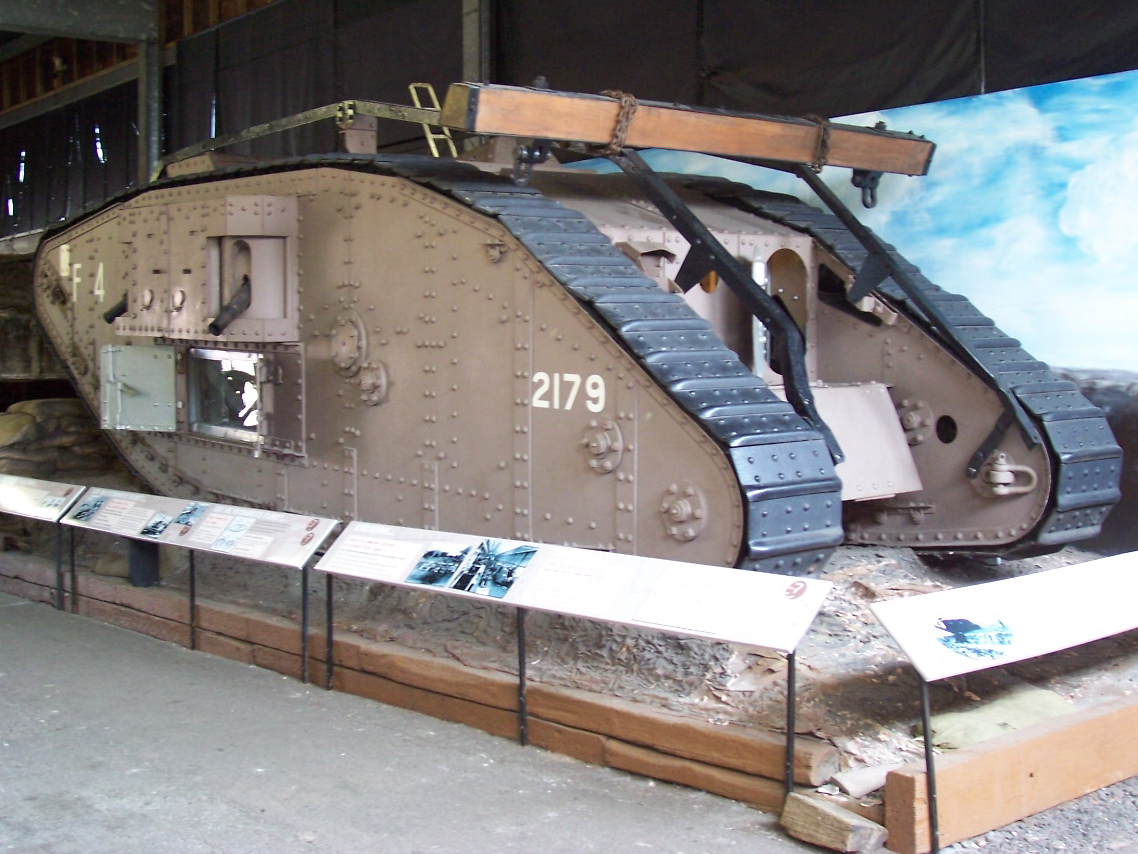
メトロポリタンが製造したマーク IV雌型戦車
第一次世界大戦中に使用されたもの

1902年にメトロポリタン鉄道車両会社は他の4つの会社を吸収し、メトロポリタン合同客貨車会社（英語:  Metropolitan Amalgamated Railway Carriage and Wagon Company Ltd）となった。
メトロポリタンは第一次世界大戦中にイギリス陸軍から新型戦車の発注を受け、400両のマークV戦車と改良型である700両のマークV*戦車を製造した。マークV戦車は第一次世界大戦に投入された戦車のなかで、最終形態となったものである。
1917年にメトロポリタンはヴィッカースとともにブリティッシュ・ウェスティングハウスの共同経営者となった。1919年にヴィッカースはメトロポリタンに出資することで自身の社名をメトロポリタン＝ヴィッカースと改めた。
1926年にメトロポリタンは社名を'メトロポリタン客貨車融資会社（英語: Metropolitan Carriage, Wagon and Finance Company Ltd）とした。
1929年、キャメル・レアードの鉄道車両部門と合併してメトロポリタン=キャメル客貨車会社（英語: Metropolitan-Cammell Carriage and Wagon Company Ltd）を設立、ヴィッカースとキャメル・レアード双方の傘下となった。
メトロポリタン=キャメルはバスの車体製造も手掛け、1932年にはウエイマン車体とメトロ・キャメル・ウエイマンを設立した。
第二次世界大戦中にメトロポリタン=キャメルは再び戦車の製造を手掛け、バレンタイン歩兵戦車、Mk.VIII ハリー・ホプキンス軽戦車などを製造した。
サルトレイの工場は1962年に閉鎖され、1967年にグループの本社機能はウォッシュウッド・ヒースに集約された。

## アルストムによる買収、閉鎖
1989年5月、メトロポリタン=キャメルの鉄道事業はGECアルストム（1998年からアルストム）に売却された。ウォッシュウッド・ヒースの工場は売却後も操業を続けたが、2005年に閉鎖され、ウェスト・コースト本線近代化計画用車体傾斜式電車の390形が最後の出場車両となった。跡地はHS2の車両基地の建設用地として更地となり、唯一残された工場事務所はHasanat Centre for Islamic Studiesというイスラム施設が使用している。

## 製品

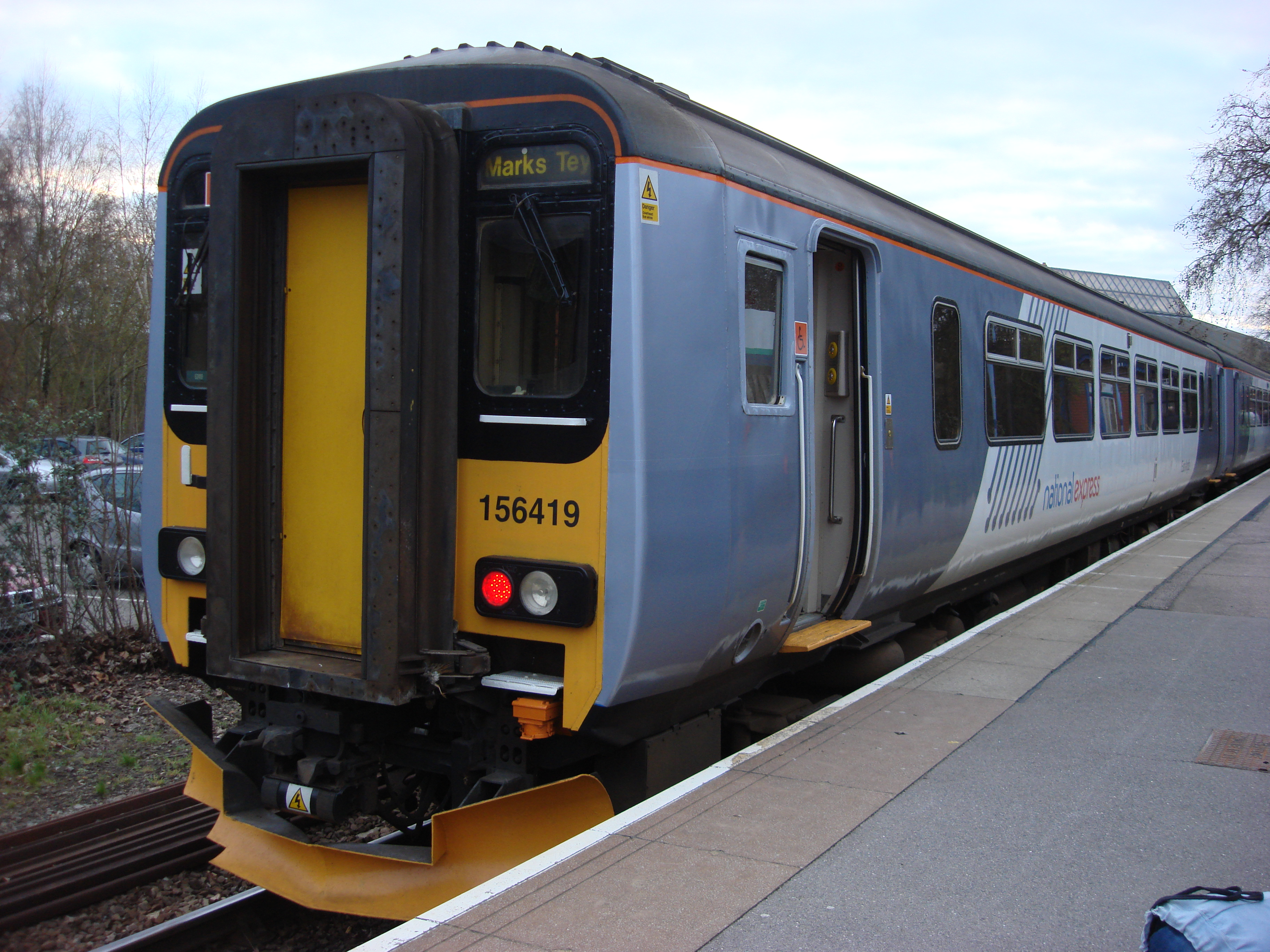
イギリス国鉄156形気動車 スーパースプリンター

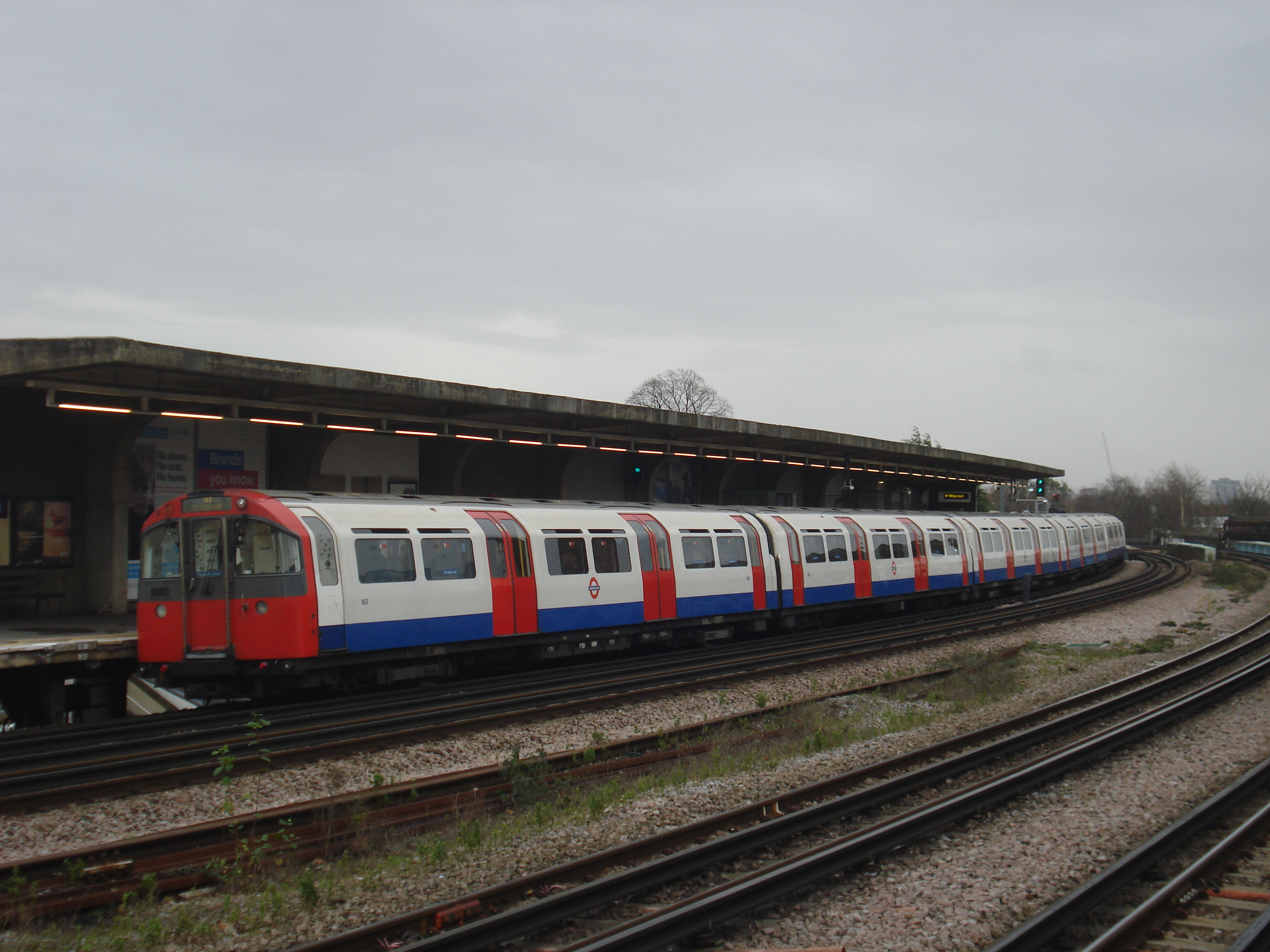
ロンドン地下鉄1973形電車

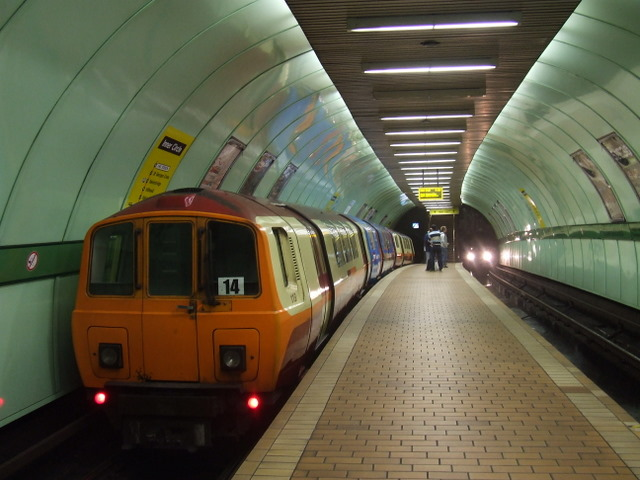
グラスゴー地下鉄

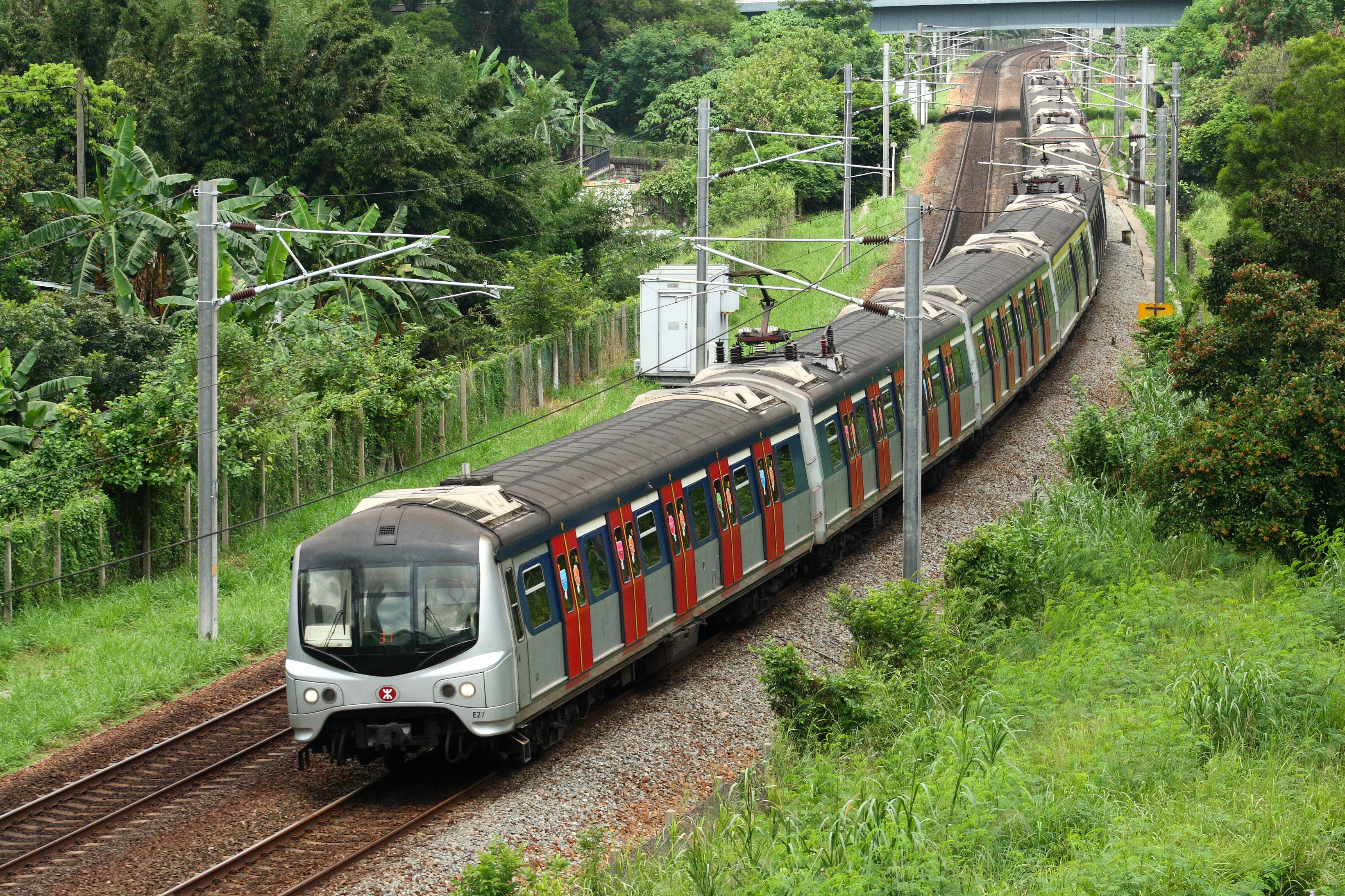
九広鉄路メトロキャメル電車 (1996年-1999年に更新後の姿)

### 鉄道車両
郊外鉄道向
- サザン鉄道「ブライトン・ベル」電車（英語版）
- サザン鉄道「クリスタル・パレス」電車（英語版）
- サザン鉄道「北コールズドン&サットン」電車（英語版）
- LNERタイネサイド電車（英語版）
- LNERシェフィールド線用電車（英語版）（制御電動車と付随車のみ）
- LNERグロソップ線用電車（英語版）（制御電動車と付随車のみ）
- ブループルマン
- イギリス国鉄101形気動車
- イギリス国鉄151形気動車（英語版）
- イギリス国鉄156形気動車（スーパースプリンター）
- イギリス鉄道175形気動車（英語版）（コラディア）
- イギリス鉄道180形気動車（英語版）（アデランテ）
- イギリス鉄道334形電車（ジュニパー）
- イギリス国鉄373形電車（ユーロスター）
- イギリス国鉄503形電車（英語版）
- イギリス国鉄マーク4客車

地下鉄
- ロンドン地下鉄スタンダード形電車（ベーカールー、セントラル、ピカデリー、ノーザン線用）
- ロンドン地下鉄1935形電車（セントラル線）
- ロンドン地下鉄1938形電車（ノーザン、ベーカールー、ピカデリー、イーストロンドン、セントラル線用）
- ロンドン地下鉄R形電車（ディストリクト線用）[2]
- ロンドン地下鉄1959形電車 （ピカデリー線用、後にベーカールー線、ノーザン線に転用)
- ロンドン地下鉄1962形電車 （セントラル線用）
- ロンドン地下鉄1967形電車 （ヴィクトリア線用）
- ロンドン地下鉄C69・C77形電車 （サークル、ディストリクト、ハマースミス&シティ線用）
- ロンドン地下鉄1972形電車 （ノーザン線、ベーカールー線用）
- ロンドン地下鉄1973形電車 （ピカデリー線用）
- ロンドン地下鉄D78形電車 （ディストリクト線用）
- ロンドン地下鉄1983形電車 （ジュビリー線用）
- ロンドン地下鉄1986形電車 （セントラル線用）
- ロンドン地下鉄の蓄電池機関車（英語版）

ロンドン以外の地下鉄車両
- グラスゴー地下鉄の車両（英語版）
- タイン・アンド・ウィア・メトロ4000形電車（タイン・アンド・ウィア・メトロ）

輸出車両
- 九広鉄路メトロキャメル電車（九広鉄路）
- 香港地下鉄メトロキャメル電車（香港MTR）
- 南アフリカ国鉄5M2形電車（南アフリカ国鉄）